# Papeterie de Tumba

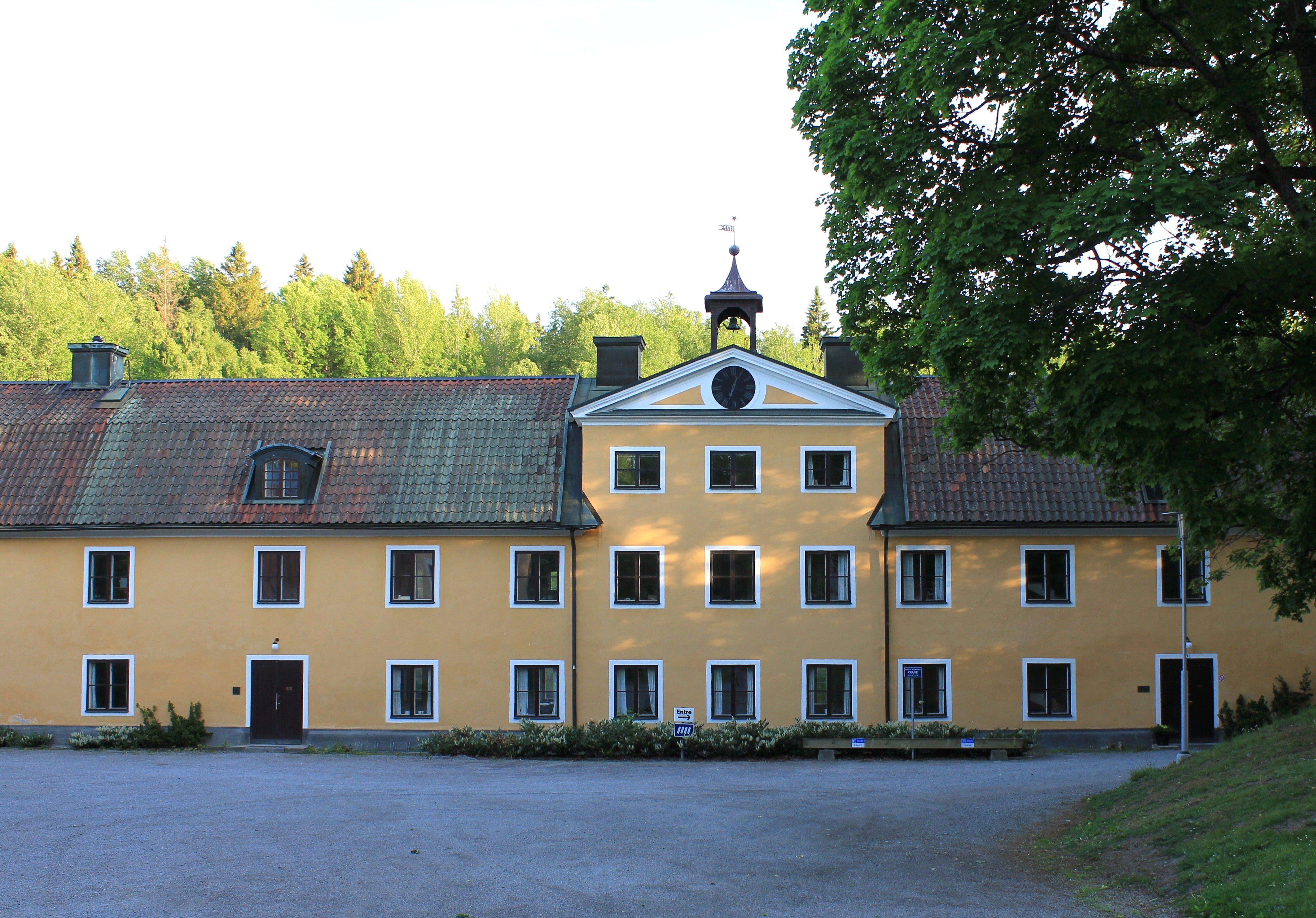
Le bâtiment en 2011.

La papeterie de Tumba est une fabrique de papier et imprimerie située dans la ville suédoise de Tumba, dans la commune de Botkyrka. Fondée en 1755 par la Banque de Suède, elle est spécialisée dans la fabrication de billets de banque. Elle est inscrite au titre des monuments historiques de Suède.